# Сула насканська
Сула насканська (Sula granti) — вид морських птахів родини сулових (Sulidae).

## Таксономія
Раніше вважався підвидом сули жовтодзьобої (Sula dactylatra)

## Поширення

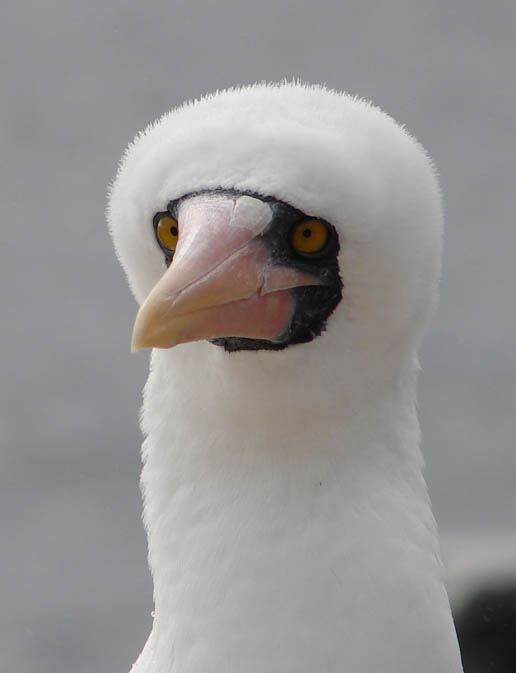
Голова Sula granti

Сула насканська поширена на сході Тихого океану вздовж узбережжя Південної і Центральної Америки від Галапагоських островів на північ до островів Нижньої Каліфорнії (Мексика). За оцінками, загальна популяція виду становить щонайменше 30 000 птахів.

## Опис
Основне оперення білого кольору. Кінчики крил та хвоста чорні. Дзьоб помаранчевий або рожевий. Лицьова маска чорна. Лапи сірі.

## Спосіб життя
Морський птах. Живиться майже виключно рибою. Основу раціону складає сардинопс (Sardinops sagax). За здобиччю пірнає з висоти 15-30 м, складаючи крила. Під водою перебуває декілька секунд. Самиці, як правило, живляться більшою здобиччю і занурюються глибше. Моногамні птахи. Гніздяться колоніями на голих скелях. У кладці 2 яйця, але виживає лише одне, найсильніше пташеня.